# Adenopterus sarasini
Adenopterus sarasini är en insektsart som först beskrevs av Lucien Chopard 1915.  Adenopterus sarasini ingår i släktet Adenopterus och familjen syrsor. Inga underarter finns listade i Catalogue of Life.